# Balnearios de la playa de San Lorenzo

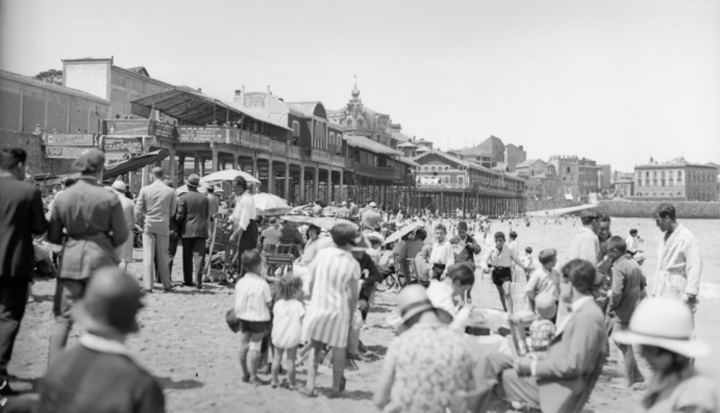
Balnearios de La Favorita y Las Carolinas sobre los años 1920.

Los balnearios de la playa de San Lorenzo fueron cuatro instalaciones balnearias en la playa de San Lorenzo, en la ciudad asturiana de Gijón (España) durante 1874 y 1936. Por orden de apertura: La Favorita, La Sultana, Las Carolinas y La Cantábrica Fueron uno de los primeros atractivos turísticos de la ciudad, situándola como destino balneario de prestigio así como un símbolo del Gijón burgués.

## Ubicación

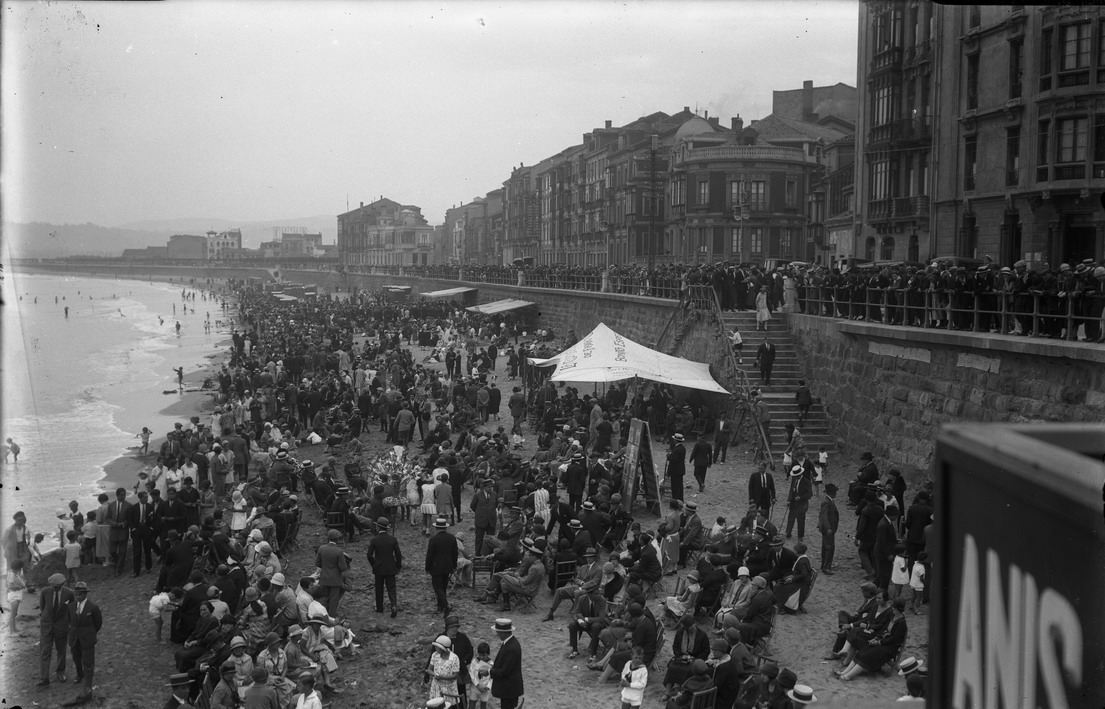
La playa desde el balneario La Favorita, 1911. Como se observa, ya no existe el balneario La Sultana, demolido en 1906 para facilitar la construcción de El Muro.

Fueron construidos entre la escalera 0 "La Cantábrica" y la escalera 5, a orillas del mar Cantábrico.

## Historia y descripción
La ciudad de Gijón destacó a finales del siglo XIX como estación vacacional marítima. La familia real acudió alguna vez desde 1858, tomando baños de ola en la Playa de Pando, playa ubicada en la actual playa de Poniente y que fue arrasada por la industria portuaria. Aunque Gijón perdería la carrera turística contra Santander, la tradición de los baños de ola impactó en la sociedad gijonesa, que se dirigió a los arenales de la playa de San Lorenzo para tomar estos baños. Así surgió una industria balnearia iniciada en 1874 con la construcción por parte de Justo del Castillo de una primera caseta de baños.

### La Favorita 1883
La Favorita fue de los más conocidos junto a su vecino Las Carolinas. Construido en 1883 contaba con 163 metros de largo y 9 de ancho, enclavado a la altura los actuales Jardines del Náutico. Fue demolido tras su destrucción irreversible en un incendio en el invierno de 1936, durante la Guerra Civil.

### Las Carolinas 1887
Fue el más grande y conocido de la ciudad construido en 1887 en el emplazamiento de la caseta de baños de 1874. Ubicado entre la escalera 3 y La Escalerona, sigue teniendo sus cimientos visibles en la fachada de El Muro. Contaba con dos edificios, uno en el paseo marítimo con dos torres ornamentales y otro ya en la playa, una terraza de madera con las principales instalaciones balnearias que contenía duchas y bañeras de mármol donde los clientes podían tomar baños sulfurosos. El edificio disponía de 64 cuartos de baño (cambiadores) para señoras y 34 para caballeros y, por supuesto, un salón-restaurante y otras instalaciones lujosas como corredor abierto al mar o casetas en la propia arena. Medía 93 metros de longitud. Corrió la misma suerte que su compañero, siendo demolido tras su incendio de 1936.

### La Sultana 1887
La Sultana fue un balneario donde actual "La Escalerona" (1933) y la escalera 5. Construido en 1887, contó con 70 metros de longitud y se reformó en 1899. Es el menos conocido en la actualidad por su pronta expropiación y demolición en 1906, debido a la construcción de El Muro (Miguel García de la Cruz, 1907-1915), que en esa zona sería ampliado. 

### La Cantábrica 1892
Construido ya no en El Muro si no detrás de la Iglesia de San Pedro, era propiedad de Policarpo Herrero Vázquez, que se lo vendió al Real Club Astur de Regatas en 1920, construyendo el club en sus terrenos la primera piscina de Gijón, inaugurada en 1925. Era el más moderno de los 4, construido en piedra, contaba con dos plantas, la primera con los baños terapéuticos y la de abajo con las casetas de baño.

## Curiosidades
A inicios del siglo XX, unas 160 casetas transportadas por caballos eran una opción más barata para las clases menos pudientes. Hubo una serie de bañistas conocidos como "Las de la Sábana", que eran turistas castellanos que no tenían traje de baño por lo que se bañaban con sábanas envueltas.

## Balneario del Tostadero (1950)

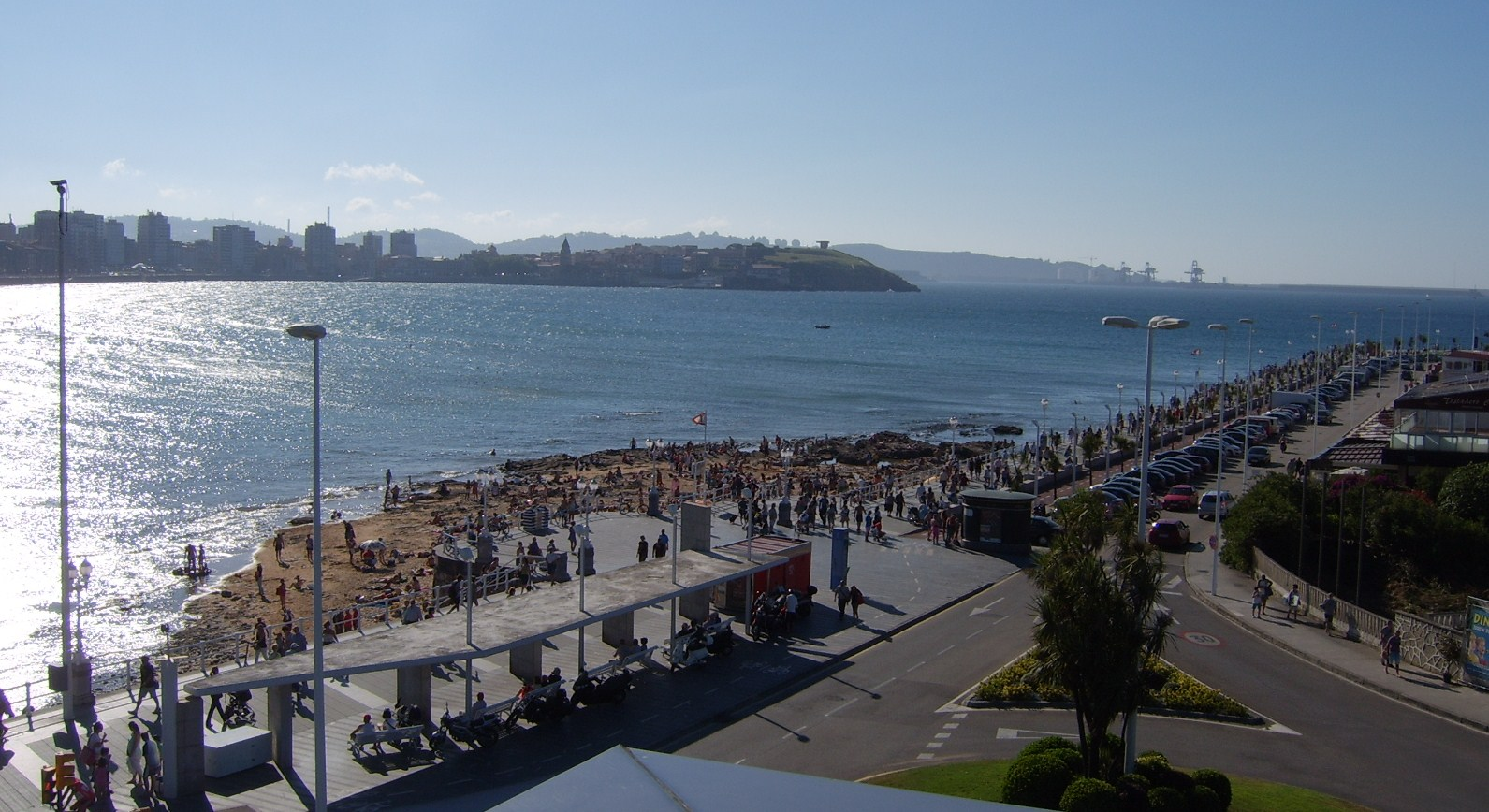
Zona del Tostadero, con la escalera 16 en primer lugar.

En el extremo más oriental de la playa de San Lorenzo, una vez traspasado el río Piles, se proyectó bajo el paseo marítimo un balneario. La zona es conocida como El Tostadero. El proyecto fue firmado por José Avelino Díaz Fernández-Omaña en 1950 y era promocionado por el Ayuntamiento de Gijón. El balneario, debajo de la avenida José García Bernardo, estaba en el interior de la escalera 16, que cuenta con un gran tamaño y una rampa de bajada a la arena. Al otro extremo de la rampa estaba una escalera que era la vía de acceso al balneario. En la fachada del paseo marítimo están los vanos, conformados por puertas de acceso cuadradas y ventanas de ojo de buey. Dentro del balneario había decenas de cabinas, así como otras dependencias balnearias. El conjunto es de estilo racionalista.
El balneario se arruinó en los años 1970 y cerró, tapiándose sus vanos.